# Département de Juan Martín de Pueyrredón
Le département de Juan Martín de Pueyrredón est une des neuf subdivisions de la province de San Luis, en Argentine. Son chef-lieu est la ville de San Luis. Il a une superficie de 13 120 km2 et comptait 168 771 habitants en 2001.

## Toponymie
Jusqu'en 2010, son nom officiel était département de la Capital, également connu sous le nom de Departamento La Capital. La législature provinciale a attribué un nouveau nom à La Capital, à savoir Juan Martín de Pueyrredón à partir de 2010. Entre 1951 et 1955, elle s'est appelée département d'Eva Perón.

## Démographie
Selon les résultats du recensement de 2010 réalisé par l'Indec, la population du département atteint 489 255 habitants en 2020.
| Nombre d'habitants | 7049 | 17 815    | 24 108   | 37 323   | 48.761   | 59 113   | 80 094   | 121 004  | 168 771  | 204 019  |
| Variation          | -    | +152,73 % | +35,32 % | +54,81 % | +30,64 % | +21,23 % | +35,49 % | +51,07 % | +39,47 % | +21,18 % |